# Wereszczaka
Wereszczaka – nazwa kilku potraw kuchni staropolskiej i litewskiej, dawniej bardzo popularnych. Były to schab duszony w wywarze buraczanym, zupa na kwasie chlebowym ze słoniną, zupa z kiełbasami, półgęskiem i kaszą, biała kiełbasa bądź młoda słonina w sosie cebulowym. Według Wincentego Pola nazwa dania miała pochodzić od nazwiska kucharza Wereszczaki pracującego na dworze króla Augusta III.

## Schab w wywarze buraczanym
Pierwszą z potraw znanych jako wereszczaka był siekany schab duszony w esencjonalnym i okraszonym słoniną wywarze z czerwonych buraków.
Według przepisu podanego w Kucharce litewskiej Wincenty Zawadzkiej (pierwsze wydanie 1854) słoninę krojono drobno i topiono na rozgrzanej patelni, dodawano posiekany schab i razem smażono. Całość zalewano kwasem buraczanym lub esencjonalnym barszczem, dodawano przyprawy (ziele angielskie, liść laurowy) i tarty suchy razowy chleb, po czym duszono na małym ogniu do czasu, aż sos buraczany stawał się zawiesisty. Zamiast schabu można było użyć wołowiny. Doświadczone kucharki często modyfikowały potrawę poprzez dodawanie bulionu i śmietany. Pod koniec duszenia wereszczakę doprawiano solą i pieprzem. Zwyczajowo podawano ją z kaszą gryczaną.

## Zupy
Na wschód od Bugu, na terenie Białorusi, wereszczaką nazywana jest pożywna zupa gotowana na kwasie chlebowym z jarzynami i suto okraszona słoniną.
Inny rodzaj zupy pod tą nazwą odnotował Leon Potocki w Pamiętnikach Pana Kamertona, jako „rodzaj zupy z kiełbasami, z półgąskiem, i krupami jęczmiennemi”.

## Kiełbasa w sosie cebulowym
W jeszcze innej wersji poprzez wereszczakę rozumiano gotowaną białą kiełbasę z gęstym sosem z tartej cebuli. Według Piotra Bikonta ta wersja była kojarzona z Warszawą.
Maciej E. Halbański w Leksykonie sztuki kulinarnej opisuje potrawę kuchni staropolskiej kiełbasa po polsku, znaną też pod nazwą wereszczaka. Jest nią biała kiełbasa gotowana w piwie zmieszanym pół na pół z wodą, krojona w plastry, a potem krótko duszona w gęstym sosie cebulowym.
Ta wersja tego dania została opisana w literaturze. Wincenty Pol w swoich Pamiętnikach J. M. Pana B. Winnickiego do fragmentu:
„A potem za cholewę sięgnął jaki taki,
Z wereszczakiem kiełbasa, a z szafranem flaki ;
Więc barszcz, dalej kapusta,
A pieczenia szósta,
Głowizna i nogi,
Dwunaste pierogi.”
daje na końcu przypis wyjaśniający znaczenie ówczesnego przysłowia Z wereszczakiem kiełbasa, a z szafranem flaki i wskazujący na jeszcze jedno przysłowie Za Króla Sasa łyżką kiełbasa jako odnoszące się do wereszczaki, oraz podający wytłumaczenie pochodzenia nazwy tej wersji dania:
„4. Z wereszczakiem kiełbasa, a z szafranem flaki
Jest stare przysłowie Za Króla Sasa popuszczaj pasa, i o niem wie prawie każdy – mniej znany jest dalszy ciąg tej śpiewki – Za Króla Sasa łyżką kiełbasa. Do zalet dobrego kucharza należało, aby umiał dać kiełbasę na kilkanaście dań. – Na wereszczaku dawana kiełbasa była pokrajana, przekładana płatami słoniny i oblana ostrą podlewą – był to dogodny wymysł kucharski czasów Saskich; na wereszczaku daną kiełbasę jadano łyżką – stąd też i przysłowie. Dobry kucharz szlachecki umiał dać kiełbasę na dwanaście dań – pański na dwadzieścia cztery. Kiełbasa była wielką dźwignią w życiu – i bez niej nie rozumiano śniadania w dniach wolnych od postu. Wereszczak był to sławny kucharz Augusta III, a od niego nazwa co do sposobu dawania kiełbasy. Z szafranem flaki był to zwyczaj Sandomierski, który to zwyczaj upowszechnił się po wszystkich ziemiach – bo było przekonanie że szafran i imbier letificat cor.”
Ten sam tekst został powtórzony w Encyklopedii Powszechnej Samuela Orgelbranda.
Zbliżoną do tego przepisu wersję wereszczaki odnotował Ludwik z Pokiewia w książce pt. Litwa pod względem starożytnych zabytków, obyczajów i zwyczajów: „Wereszczaka, czyli młoda słonina smażona, z przyrządzonym sosem, pospolicie z cebuli”.

## Przepisy na wereszczakę

### Schab w wywarze buraczanym
Składniki:
1 kg schabu, 50 g słoniny, 1 szklanka zakwasu buraczanego, 2 kromki suchego razowego chleba, 2 ząbki czosnku, 1 liść laurowy, kilka kulek ziela angielskiego, pieprz i sól
Sposób przyrządzenia:
Słoninę posiekać i roztopić na patelni. Mięso pokroić w kostkę i podsmażyć na słoninie, często mieszając. Zalać kwasem buraczanym, wrzucić ziele angielskie i liść laurowy, wcisnąć czosnek. Dosypać starty chleb i dusić, aż sos osiągnie odpowiednią gęstość (można rozcieńczać bulionem). Doprawić do smaku solą i świeżo zmielonym pieprzem. Podawać z kaszą gryczaną.

### Kiełbasa w sosie cebulowym
Składniki:
1 kg białej kiełbasy, 0,25 litra jasnego piwa, 2 cebule, po 1 łyżce łyżka smalcu, masła, mąki, octu z białego wina, cukier, sól i pieprz
Sposób przyrządzenia:
Kiełbasę zalać piwem wymieszanym pół na pół z wodą, gotować 10 minut od momentu zawrzenia na bardzo małym ogniu, wyjąć i przestudzić; wywar zachować. Cebulę drobno posiekaną zeszklić na smalcu, dolać 3/4 wywaru z kiełbasy, dusić na małym ogniu 15-20 minut, zmiksować. Z mąki i masła zrobić zasmażkę, dodać pozostały wywar z kiełbasy, rozprowadzić, dodać do cebuli, doprawić octem, solą, pieprzem i cukrem, zagotować. Pokrojoną w plasterki kiełbasę zagrzać w gorącym sosie. Podawać z pieczywem i ogórkami małosolnymi, kiszonymi lub konserwowymi.